# دينيس بيرن
دينيس بيرن (بالإنجليزية: Denis Byrne)‏ هو عسكري أمريكي، ولد في 1833 في ويكسفورد في جمهورية أيرلندا، وتوفي في 31 ديسمبر 1905 في بيرد أيلاند في الولايات المتحدة.